# 吉良温泉
吉良温泉（きらおんせん）は、愛知県南部の三河湾岸、愛知県西尾市吉良町（旧国三河国）に湧出する温泉。かつて温泉偽装問題により、取り沙汰された温泉だが、その後は温泉法に準拠した新たな源泉を利用している（後述）。沿岸一帯は三河湾国定公園に含まれる風光明媚な地にある。

## 泉質
かつては放射能泉であった（後述）。
- ナトリウム：塩化物泉
  - 源泉温度25℃。
  - 浴用に加熱を実施

## 温泉街
三河湾の先端部に位置する。沿岸は砂浜海岸が広がり、大規模な観光ホテルから中小の観光旅館、釣り客を相手にした民宿も多い。交通アクセスにも優れていることから、団体観光客の受け入れ先としても機能している。アサリを始めとする新鮮な海の幸が名物。

## 歴史
明治から「宮崎の湯治場」と知られており、海を臨む景観に人気を集めてきた温泉である。吉良温泉は蒲郡市の西浦と同様、周辺の自然風景と海の幸を活かした、都市近郊の保養温泉として発達した経緯を持つ。そして、その頃の泉質は放射能泉であった。
しかし、1993年（平成5年）頃に源泉が涸渇、だがイメージダウンと観光客減少を恐れた観光協会は黙って、温泉と偽装し続け営業していた。その後、温泉偽装問題として報道されるまで実に10年も掛かっている。そのことがマスコミで採り上げられると団体観光客を中心に温泉観光客は減少する。
しかし、その間に倒産した旅館施設はなかった。元々、家庭的な接客を目的とした中小の宿が多かったため、常連客によって支えられていたためである。また、大型旅館も宿泊費の相場が安価であったことも幸いし、同時期に開催された浜名湖花博の観光特需にも助けられた。
だが、全国的なイメージダウンは深刻であり、存亡の危機に立たされる前に対策を打ち出した。それが新たな源泉の開鑿であり、これが現在の泉質となっている。もっとも、この源泉は昔から掘削されていたのだが、泉質が異なるために未使用であった。この源泉は2004年（平成16年）2月より一部のホテル、旅館にて使われるようになり、現在に至っている。
もっとも、温泉街には温泉とは無関係に、釣り客や海水浴相手の民宿も多く、旅館街に温泉旅館と一般の旅館、民宿が併存している。

## 交通アクセス
名鉄西尾線・蒲郡線の吉良吉田駅が最寄りとなるが、温泉街までの公共交通機関はない。一部、当駅までの送迎バスを運行している宿泊施設もある。